# Leipziger Artikel

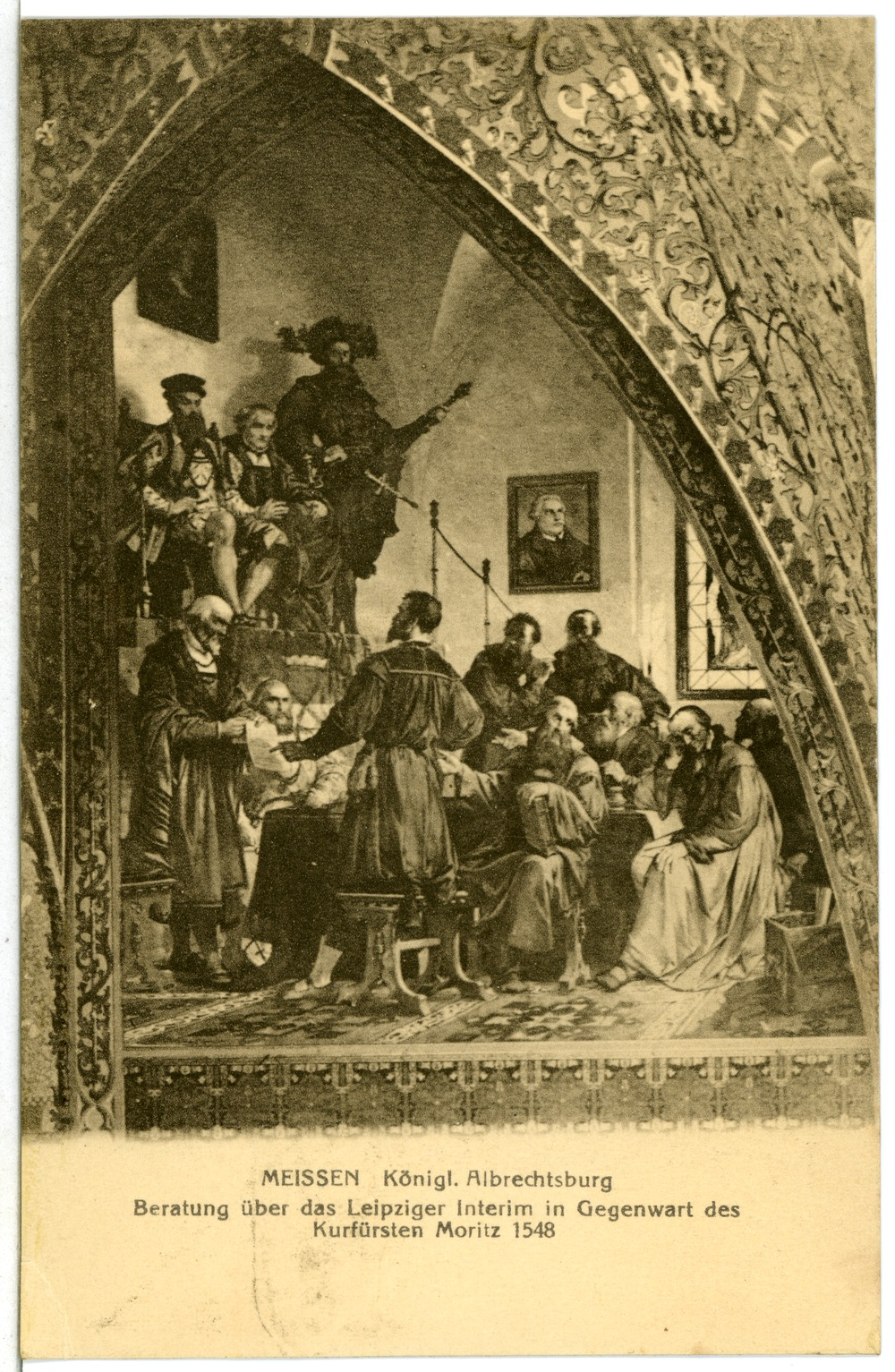
Beratung über das Leipziger Interim (Wandgemälde in der Albrechtsburg in Meißen, 1910)

Die Leipziger Artikel waren eine 1548 vorgeschlagene Kirchenordnung.
Nach dem Sieg Kaiser Karls V. im Schmalkaldischen Krieg über den Schmalkaldischen Bund wurden 1548 im Augsburger Interim zahlreiche rekatholisierende Maßnahmen festgelegt. Zwar konnten die Protestanten den Laienkelch und die Priesterehe vorläufig durchsetzen, jedoch fand dies bei den katholischen Glaubensvertretern keine Zustimmung, so dass dieses Unterfangen des Augsburger Interims scheiterte.
Da der einstige Verbündete von Karl V., der neue Kurfürst Moritz von Sachsen, der Reformation zugeneigt war, übertrug dieser Philipp Melanchthon und seinen kurfürstlichen Räten die Aufgabe, eine neue Kirchenordnung auszuarbeiten. Eine Kombination verschiedener Formeln legte Moritz dem Leipziger Landtag zur Verabschiedung vor. Die sogenannten Leipziger Artikel mischten Elemente evangelischer Theologie und reformkatholischer Positionen. So waren in der neu ausgearbeiteten Form die Beibehaltung der lateinischen Messe, der Marienfeste und des Fronleichnamsfests vorgesehen. Die Stände nahmen die Artikel am 22. Dezember 1548 jedoch nur zum Teil an. Gesetzeskraft erhielten die Texte damit nicht.
Jedoch stieß dieses „Leipziger Interim“, wie die Artikel nun polemisch genannt wurden, abermals auf Widerstand in den Reihen der Protestanten, die die ursprüngliche Lehre Martin Luthers bewahren wollten. Dies führte zu einer tiefen Spaltung der Protestanten in Gnesiolutheraner und Philippisten. Ein Kompromiss zeichnete sich dann im Augsburger Religionsfrieden 1555 ab, jedoch erst mit der Einigung auf die Konkordienformel kam es 1577 zu einem gewissen Ausgleich der Streitigkeiten.